# تصغير (لغة)
التصغير في اللغة العربية تغيير في بناء الاسم للدلالة على معان شتى منها التصغير والتحقير والتقليل والتقريب. تصغير الأسماء مطرد وتصغير الأفعال والحروف شاذ. وللتصغير ثلاثة أبنية هي:(فعيل كنهير تصغير نهر)، و(فعيعل كجعيفر تصغير جعفر)، و(فعيعيل كمصيبيح تصغير مصباح). فالتصغير عمل صرفي يكون بضم أول الاسم وفتح ثانيه واجتلاب ياء ساكنة ثالثة تسمى ياء التصغير. فإن كان الاسم المراد تصغيره ثلاثياً اكتفي بذلك كنهر ونهير، وإن كان متجاوزا للثلاثة كُسِرَ ما بعد ياء التصغير ككوكَب وكويكِب.
يستثنى من حكم كسر ما بعد ياء التصغير أربعة أنواع من الحروف:
- أولها: الحرف المتصل بعلامة التأنيث كما في شجيرة، وحبیلی.
- والثاني: الحرف المتصل بالمدة الزائدة قبل ألف التأنيث كما في حميراء، وأسماء.
- والثالث: الحرف المتصل بألف الجمع في ما جاء على وزن أفعال كما في أفيراس، وأعيلام.
- والرابع: الحرف المتصل بألف فعلان الذي لا يجمع على فعالين كما في نبیهان، وسكیران محيميد و احيميد.3

## أغراض التصغير
للتصغير أغراض متعددة أشهرها ستة:
- أولها: تصغير ما يتوهم كبره: كنهير، وجبيل، وكتيب.
- الثاني: تقليل ما تتوهم كثرته: كلقيمات، ودريهمات، ووريقات.
- الثالث: تحقير ما يتوهم عظمه: كأسيد، وعويلم، وشويعر.
- الرابع: تقريب الزمان: كقبيل الموعد، وبعيده.
- الخامس: تقريب المكان: كفويق الجسر، وتحيته.
- السادس: التحبب: كبني، وبنية، وأخي، وأخية.[3]

## شروط ما يراد تصغيره
يشترط في ما يراد تصغيره أربعة شروط:
- أولها: أن يكون اسما فلا يصغر الفعل ولا الحرف؛ لأن التصغير وصف في المعنى، والحرف، والفعل لا يوصفان فلا يصغران. وسمع تصغير فعل التعجب في صيغة ما أفعله نحو: ما أحيسنه، وماأحيلاه، وهو تصغير شاذ غير قياسي.
- الثاني: أن يكون الاسم معربًا، فلا يصغر الاسم المبني. وسمع تصغير بعض المركبات المزجية فقالوا في تصغير بعلبك: بعيلبك، وفي تصغير سيبويه: سييبويه. وسمع أيضا تصغير بعض أسماء الإشارة، منها: ذا، وتا، وأولاء، قالوا في تصغيرها: ذيا وتيا وأولياء، وتصغير بعض الأسماء الموصلة، منها: الذي والتي، قالوا في تصغيرهما: الذيا، والتيا. وكل ذلك تصغير شاذ غير قياسي يحفظ كما سمع.
- الثالث: أن يكون الاسم قابلا للتصغير. فلا تصغر الأسماء الواقعة على معظم شرعا كأسماء الله، وأسماء الأنبياء لأن التصغير ينافي التعظيم؛ ولا تصغر الأسماء المنافية لمعنى التصغیر ككبير، وجسيم، وعظيم، ولا كل، ولا بعض لا أي، ولا أسماء أيام الأسبوع، ولا أسماء الشهور. ولا يصغر المركب الإسنادي لأن تصغيره يوجب ان تحذف بعض حروفه، فيخفى المعنى ويقع اللبس. ولا يصغر جمع الكثرة على لفظه، فإن أريد تصغيرُه رد إلى مفرده، فصغر المفرد، ثم جمع جمع مذكر سالما إن كان للعاقل، وجمع مؤنث سالما إن كان لغير العاقل، فيقال في تصغير علماء: عويلمون، وفي ركاب: رويكبون، وفي سفن: سفينات، وفي ملاعب: مليعبات، وفي مفاتيح: مفیتیحات... إلخ.

أما جمع القلة فيصغر على لفظه، فيقال في تصغير أسهم: أسيهم، وفي أقلام: أقيلام، وفي أسلحة: أسيلحة، وفي صبية: صبية. وكذلك اسم الجمع، يصغر على لفظه. فيقال في تصغير معشر: معيشر.
ويندرج اسم الجنس تحت اسم الجمع، فيقال في تمر: تمير، وفي تفاح: تفيفيح.
- الرابع: أن يكون الاسم خاليا من صيغة التصغير، فإن كان على هذه الصيغة أصلا كدريد، وسهيل، وكميت، وجميل، وكعيت لم يصغر.[3]

## قواعد التصغير
- أولها: الاسم الثلاثي يصغر على وزن فعيل، أي يكتفي في تصغيره بضم أوله وفتح ثانيه أو اجتلاب ياء التصغير ثالثة. ففي تصغير نهر، وقمر، ووطن يقال: نهير، وقمیر، ووطين.
- الثاني: فإن صغر ما حذف منه أحد أصوله وجب رد المحذوف في موضعه سواء أكان هذا المحذوف الفاء أم العين أم اللام.

مثال الفاء: عدة، وزنة، وصفة، وصلة، وجهة، وكل، ومر، أعلاما، فيقال في تصغيرها: وعيدة، ووزينة، ووصيفة، ووصيلة، ووجيهة، وأكيل، وأمير.
ومثال العين: مذ، وسل، وقم، وبع، أعلاما، يقال في تصغيرها: منيذ، وسؤيل، وقويم، وبييع.
ومثال اللام: يد، ودم، وشفة، وماء، وأب، وأخ، وبنت، واخت يقال في تصغيرها: يدية، ودمي، وشفيهة، وموية، وأبي، وأخي، وبنية، وأخية.
- الثالث: ومع رد المحذوف تحذف همزة الوصل من أول الاسم عند تصغيره.

مثال ذلك : ابن، وابنة، واسم، وامرؤ، وامرأة، فيقال في تصغيرها: بني، وبنية، وسمي، ومريء، ومريئة.
- الرابع: فإن كان الاسم ثنائي الوضع وكان صحيح الثاني وجب إما تضعیف ثانيه أو زیاده یاء عليه تدغم في ياء التصغير. يقال في تصغير هل، ومن، وعن، ولم أعلاما: هليل، ومنين، وغنين، ولميم، أو يقال: هلي، ومني، وغني، ولمي.
- والخامس:فإن كان الاسم الثنائي الوضع معتل الثاني وجب تضعيف ثانيه قبل التصغير. فيقال في لو، وكي، وفي، وما اعلاما: لو، وكي، وفي بالتشديدوماء، ولاء بالمد. ويقال عند تصغيرها: لوي، وكيي، وفيي، وموي، ولوي.
- السادس: وإذا كان الاسم المراد تصغيره ثلاثياً مؤنثاً بلا علامة زيدت التاء في آخره بعد تصغيره بشرط ألا يحصل بزيادتها لبس.يقال في تصغيرها دار ونار، وشمس، وعين، وأذن، وسن، وقدم: دويرة، ونويرة، وشميسة، وعيينة، وأذينة، وسنينة، وقديمة.
- السابع: الاسم الرباعي يصغر على وزن فعيعل أي بضم أوله وفتح ثانيه واجتلاب ياء التصغير ثالثة وكسر ما بعدها. فيقال في تصغير جعفر، ومدفع: جعيفر، ومديفع. فإن وقع بعد ياء التصغير حرف مد وجب قلبه ياء وإدغام هذه الياء في ياء التصغير، فيقال في تصغير غزال: غزيل، وفي حمار: حمير، وفي عجوز: عجيز، وفي كتوم: كتيم، وفي جميل: جميل، وفي بعيد: بعيد.
- الثامن: الاسم الخماسي الذي رابعه حرف لين يصغر على وزن فعيعيل بقلب الألف أو الواو ياء إن كان الرابع الفا أو واوا-وترك الياء على حالها إن كان الرابع ياء فيقال في تصغير - مصباح وعصفور وقنديل: مصيبيح، وعصیفير، وقنيدیل.
- التاسع: فإن كان الخماسي مجردا صغر على وزن فعيعل بعد حذف خامسه أو رابعه بالطريقة التي سبقت في بحث فعالل وشبهه من جموع التكسير. ففي تصغیر سفرجل وقذعمل يقال: سفيرج، وقذيعم، وفي فرزدق يقال: فريزد أو فریزق.
- العاشر: وإن كان الخماسي مزيدا فيه حرف صغر على فعيعل أيضا بعد حذف هذا الحرف مع الخامس، فيقال في عندلیب، وقرطبوس، وعنكبوت: عنيدل، وقريطب، وعنيكب.
- الحادي عشر: فإن كان الاسم خماسيا فأكثر بالزيادة ولم يكن رابعه حرف لين صغر على فعيعل بعد حذف الزائد منه إذا كان حرفا واحدًا، فيقال في مدحرج: دحیرج، وفي غضنفر:غضيفر.
- الثاني عشر: وتجوز زيادة الياء قبل آخر الخماسي فما فوقه مما صغر على فعيعل عوضا عن المحذوف منه فيصبح على وزن فعيعيل فيقال في تصغير سفرجل، وقرطبوس، ومستشرق: سفيريج، وقريطيب، ومشيريق. كما يقال: سفيرج، وقريطب، ومشيرق.
- الثالث عشر: وإذا كان ثاني الاسم صحيحا منقلبا عن علة، نحو: متصل بقي على حاله عند تصغير الاسم في الرأي الأصح، فقيل: متيصل، وژڈ إلى أصله في رأي آخر، فقيل: مويصل، ومثلها: متعد، ومتلج، ومتعظ.
- الرابع عشر: إذا ولت ياء التصغير واوا أو ألفا منقلبة أو زائدة قلبت ياء، وكذلك الهمزة المنقلبة بعد الألف. فيقال في تصغير عروة: عرية، وفي دلو: دلية، وفي عصا: عصية، وفي فتى: فتي، وفي رسالة: رسيلة.
- والخامس عشر: إذا وليت ياء التصغير ياء ان حذفت أولاهما لتوالي الأمثال، فيقال في عطاء:عطي، وفي سماء: سمية، وفي علاوة: علية، وفي غاوية: غوية، وفي معاوية: معية.
- السادس عشر: إذا وليت ياء التصغير ياء مشددة مسبوقة بحرفين خففت المشددة وأدغمت في ياء التصغير، فيقال في تصغير صبي، وشجئ: صبي، وشجي بتشديد الياء ورفعها بتنوين الضم. فإن كانت المشددة مسبوقة بأكثر من حرفين صغر الاسم على لفظه، فيقال في تصغیر كرسي، وجندي: كریسي، وجنيدي بتشديد الياء ورفعها بتنوين الضم.[3]

## شواذ التصغير
سمع عن العرب تصغيرهم لبعض الكلمات على خلاف قواعد التصغير التي ذكرناها، فما جاء مخالفة لهذه القواعد كان شاذا يحفظ ولا يقاس عليه.
من ذلك قولهم في إنسان: أنيسيان مع أن قياسه أنيسين ك سریحين في سرحان. ومنه قولهم في عشية: عشيشية، والقياس عشية. وقولهم في تصغير عشي: عشيشيان وكأنه تصغير عشیان. وقولهم في تصغير مغرب: مغیربان، وقياسه: مغيرب. وقولهم في أصلان: أصيلان، فصغروا جمع الكثرة على لفظه، والقياس: أصيلات. أما قولهم أصيلال فشاذ على شاذ.
ومن الشاذ أيضا قولهم في تصغير ليلة: لييلية، وقياسه: لييلة. وقولهم في رجل: رويجل وكأنه تصغير راجل، والقياس: رجيل. وقولهم :اغيلمة وأصيبية في تصغير غلمة، وصبية، والقياس: غليمة، وصبية. ومن العرب من يجيء بهما على القياس.